# Tùy Thành Phủ phu nhân
Tùy Thành Phủ phu nhân Kim thị (chữ Hán: 隨城府夫人金氏, Hangul: 수성부부인김씨) là một thành viên vương tộc thời kỳ đầu nhà Triều Tiên, bà là chính thất thê tử của Nhượng Ninh Đại quân, trưởng tử của Triều Tiên Thái Tông, người từng là Thế tử.

## Cuộc sống
Kim thị là người ở Quang Sơn (光山), con gái của Quang Sơn quân Kim Hán Lão (金漢老) và Thiện Khánh Trạch chúa Toàn thị (善慶宅主全氏).
Năm 1407, Kim thị hạ giá lấy Vương thế tử Lý Đề, sắc phong làm Vương thế tử tần (王世子嬪), rồi chính thức có phong hiệu là Thục tần (淑嬪) 
Năm 1418, Thế tử Lý Đề bị phế, bà trở thành Phế tần (廢嬪), sau được phong làm Tam Hàn Quốc Đại phu nhân (三韓國大夫人). Năm 1422, Thế Tông năm thứ 14, Tam Hàn Quốc Đại phu nhân Kim thị được cải phong Phủ phu nhân (府夫人). Sau khi mất, bà được gọi là Tùy Thành Phủ phu nhân (隨城府夫人).

## Gia quyến
- Cha: Quang Sơn quân (光山君) Kim Hán Lão (金漢老)
- Cha chồng: Triều Tiên Thái Tông (1367 - 1422)
- Mẹ chồng: Nguyên Kính Vương hậu Mẫn thị (閔氏; 1365 - 1420)
- Chồng: Nhượng Ninh Đại quân Lý Đề (李禔; 1394 - 1462)
  - Trưởng nam: Thuận Thành quân (順成君) Hi An công (僖安公) Lý Khải (李豈)
  - Thứ nam: Hàm Dương quân (咸陽君) Di An công (夷安公) Lý Bố (李布)
  - Nam: Tô Sơn quân (瑞山君) Lý Huệ (李譿)
    - Cháu trai: Hạc Lâm quân (鶴林君) Lý Di (李頤)
    - Cháu trai: Tựu Thành quân (鷲城君) Lý Tần (李頻)

  - Trưởng nữ: Vĩnh Xuyên Quận chúa Lý thị (李氏; ? - ?), hạ giá lấy Trí Đôn ninh Lý Từ
  - Thứ nữ: Huyện chúa Lý thị (李氏), hạ giá lấy Trung khu phủ sự Lý Phan (李蕃)
  - Nữ: Vĩnh Bình Huyện chúa Lý thị (李氏), hạ giá lấy Kim Triết Quân (金哲勻)
  - Nữ: Huyện chúa Lý thị (李氏), hạ giá lấy Quận thủ Phác Tô Tông
  - Nữ: Tải Ninh Quận chúa (載寧郡主), hạ giá lấy Lý Tư (李孜)

## Trong văn hóa đại chúng
- Được diễn bởi An Yeong-hong trong Nước mắt của rồng KBS 1996-1998
- Được diễn bởi Yu Seo-jin và Yeo Yun-jeong trong Đại vương Thế Tông KBS 2008